# Farglory Financial Center
Farglory Financial Center (tiếng Trung: 遠雄金融中心) là tòa nhà chọc trời tại Tín Nghĩa, Đài Bắc, Đài Loan. Nó là tòa nhà cao thứ 8 tại Đài Loan và cao thứ 54 tại khu Tân Nghĩa đặc biệt (đứng sau Taipei 101, Taipei Nan Shan Plaza và Cathay Landmark). Tòa nhà cao 208 m, tổng diện tích sàn là 61,147.58m² bao gồm 32 tầng trên mặt đất và 4 tầng hầm.